# Xenufens
Xenufens is een geslacht van vliesvleugeligen uit de familie Trichogrammatidae. De wetenschappelijke naam van dit geslacht is voor het eerst geldig gepubliceerd in 1916 door Girault.

## Soorten
Het geslacht Xenufens omvat de volgende soorten:
- Xenufens forsythi (Yoshimoto, 1976)
- Xenufens ruskini Girault, 1915